# Swinton (South Yorkshire)
Swinton – miasto w Anglii, w hrabstwie ceremonialnym South Yorkshire, w dystrykcie metropolitalnym Rotherham. Leży 16 km na północny wschód od miasta Sheffield i 235 km na północ od Londynu. Miasto liczy 14 643 mieszkańców.